# Uppsalaåsen

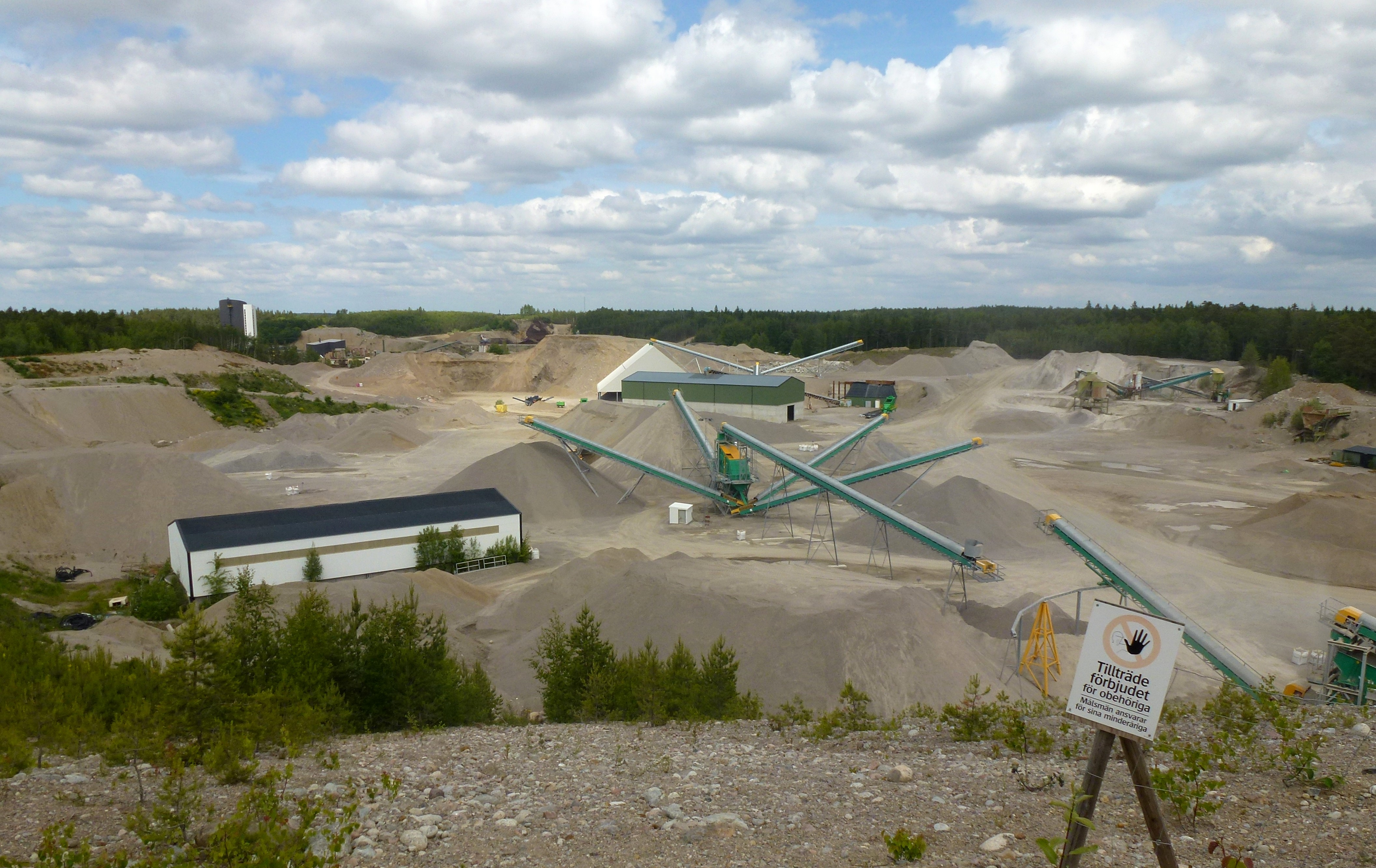
Jehanders grustäkt "Riksten" i Tullingeåsen, som är en del av Uppsalaåsen.

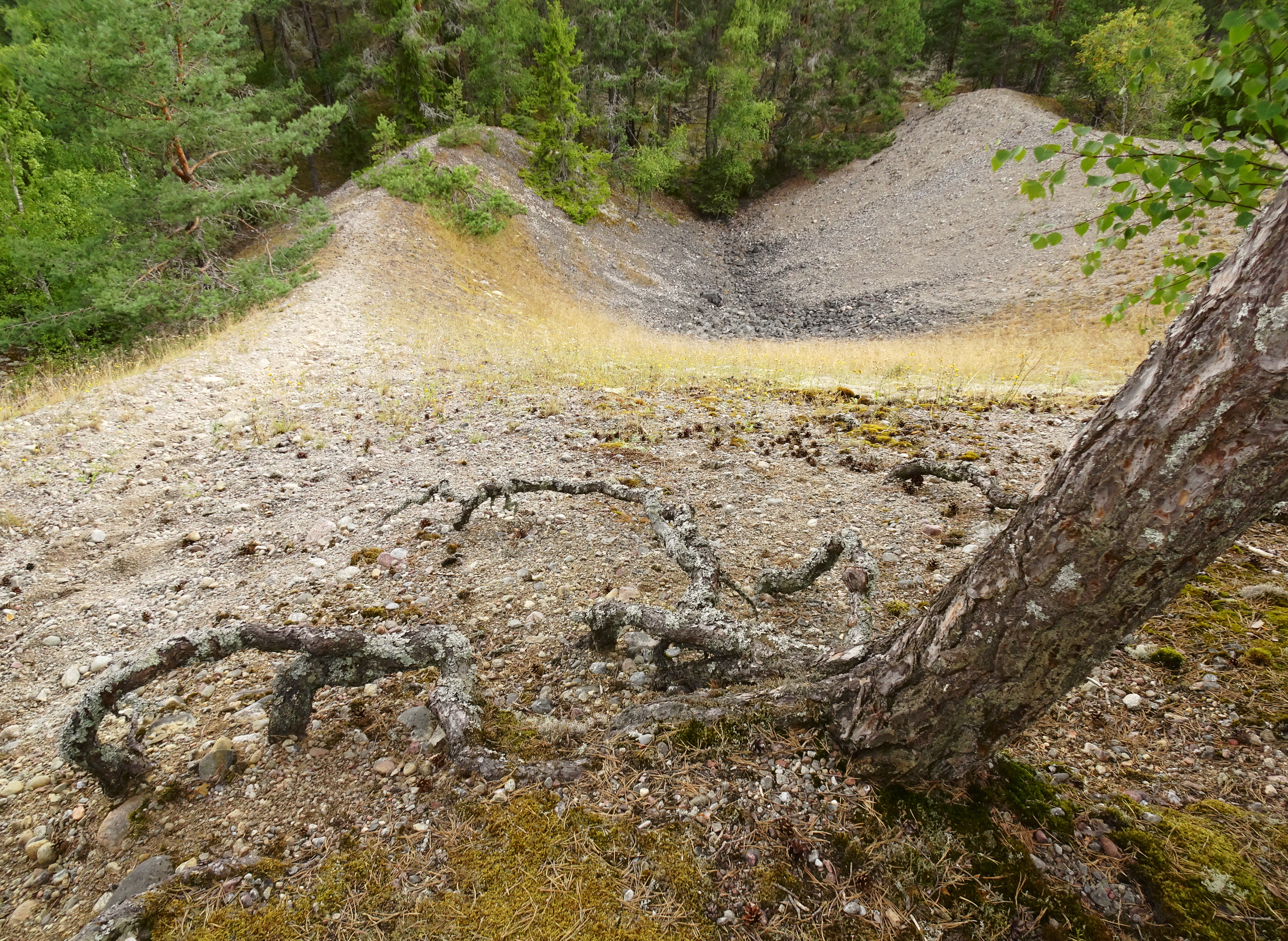
Övergiven grustäkt på Malmhuvud, som är en del av Uppsalaåsen.

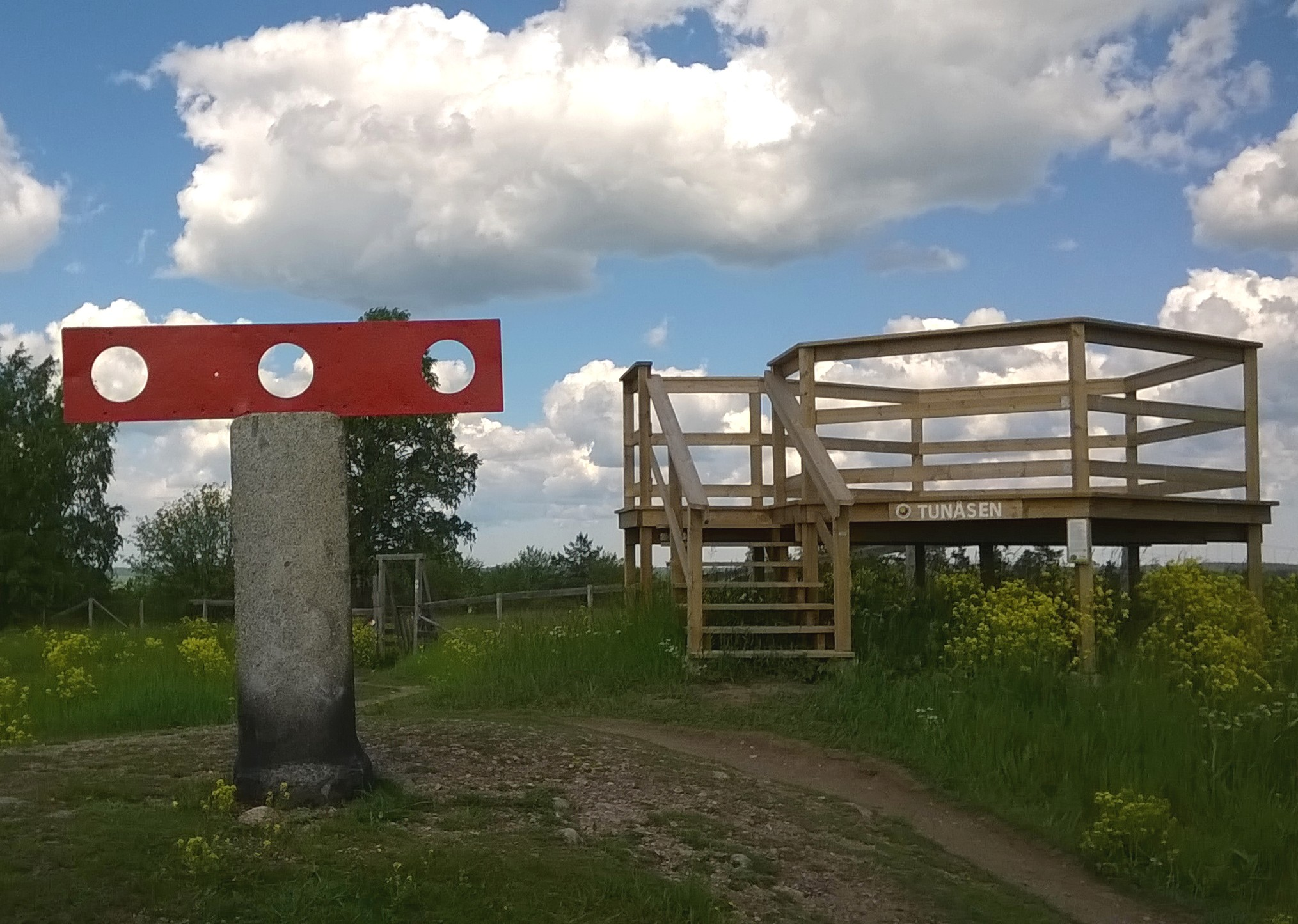
Tunåsens högsta punkt, med miren, nära Gamla Uppsala högar.

Uppsalaåsen är en rullstensås som i ett vindlande system tränger genom hela Uppland. Åsen försvinner ibland för att sedan åter dyka upp, och den är då namngiven efter den lokala orten.

## Utbredning
Uppsalaåsen börjar på yttersta Södertörn och går mot nordost, korsar Mälaren via Ekerön och Munsön, och når fastlandet vid Bålsta. Den löper sedan vidare genom hela det uppländska landskapet och förbi Uppsala, innan den i form av Billudden dyker ner i Gävlebukten. Därefter fortsätter åsen nere på havsbotten och kryper i en vid båge mot nordväst, för att sedan åter höja sig vid Sandarne på Hälsingekusten. Åsen beräknas vara 250 kilometer lång.

## Åsens olika namn
Inom Uppsala kommun går åsen under flera olika namn. Längst i söder, vid Sunnersta, kallas den Sunnerstaåsen och används bland annat som skidbacke i form av Sunnerstabacken. Mellan Ultuna och Ulleråker ligger Ultunaåsen. Norr om Polacksbacken följer därpå Kronåsen, med Sten Sturemonumentet på åsens topp. Centralt i Uppsala ligger Kasåsen, som Uppsala slott är byggt på, och Domberget med Uppsala domkyrka. Åsen korsar därefter Fyrisån och framträder igen i norra Svartbäcken, nu under namnet Röboåsen. Den blir därefter Tunåsen och Högåsen vid Gamla Uppsala högar.

## Naturreservat
Vid Arnöhuvud och Kungshamn-Morga, på varsin sida om Ekoln, är åsen naturreservat liksom vid Högsta utanför Lövstalöt, samt vid klapperstensfältet Viksta stentorg. Pålamalms naturreservat i Tullingeåsen, Botkyrka kommun samt Huvududdens naturreservat på Munsön, Ekerö kommun. Även Billudden, där åsen går ut i Gävlebukten, är skyddad som naturreservat.